# Krwistek (okulistyka)
Krwistek – to obecność krwi w przedniej komorze gałki ocznej. Krew pojawia się w niej zazwyczaj na skutek urazu tępego lub ostrego.
W przypadku urazów tępych dochodzi do przednio-tylnego ściśnięcia oka, któremu towarzyszy rozciągnięcie twardówki. Wówczas krwawienie z reguły powstaje w naczyniach błony naczyniowej (ciała rzęskowego, naczyniówki lub tęczówki). Niekiedy ulega rozerwaniu sama tęczówka lub ciało rzęskowe.
Urazy ostre mogą prowadzić do mechanicznego uszkodzenia tkanek. Krwawienie z naruszeniem ciągłości naczyń krwionośnych w oku mogą wywołać zabiegi operacyjne lub laserowe. Może się ono pojawić zarówno w trakcie operacji, jak i po jej zakończeniu. Niekiedy krwistek występuje również samoistnie, wskutek tworzenia się nieprawidłowych naczyń krwionośnych w tęczówce (tzw. nowotwórstwo naczyniowe, inaczej rubeoza tęczówki, np. przy powikłaniach cukrzycowych lub wskutek niedokrwienia oka), nieprawidłowej budowy ścian naczyń w tęczówce (żylaki, mikronaczyniaki tęczówki) oraz chorób nowotworowych, na przykład żółtaka młodzieńczego (xanthogranuloma iuvenile). Do jego powstania mogą prowadzić także: zaburzenia krzepnięcia, stosowanie leków przeciwzakrzepowych, zaburzenia czynności nerek lub wątroby, ciąża oraz niedokrwistość sierpowatokrwinkowa.

## Klasyfikacja ICD10
| kod ICD10     | nazwa choroby                                                 |
| ------------- | ------------------------------------------------------------- |
| ICD-10: H21.0 | Krwistek                                                      |
| ICD-10: S05.1 | Uszkodzenie gałki ocznej i tkanek oczodołu Krwistek pourazowy |